# Borostomias abyssorum
 Borostomias abyssorum és una espècie de peix de la família dels estòmids i de l'ordre dels estomiformes.

## Morfologia
- Els mascles poden assolir 7,5 cm de longitud total.[4][5]

## Hàbitat
És un peix marí i d'aigües temperades.

## Distribució geogràfica
Es troba al nord-est de l'Atlàntic: França.